# Ktenosquamisis bicamella
Ktenosquamisis bicamella is een zachte koraalsoort uit de familie Isididae. De koraalsoort komt uit het geslacht Ktenosquamisis. Ktenosquamisis bicamella werd in 1998 voor het eerst wetenschappelijk beschreven door Alderslade. 